# Кара Делевин
Кара Делевин (на английски: Cara Joselyn Delevingne) е британски модел, актриса и певица.

## Ранни години и семейство
Кара Делевин е родена на 12 август 1992 в Лондон, Великобритания в семейството на Пандора Ан Делевин и строителния предприемач Чарлс Хамър Делевин. Тя учи в училището за момичета Francis Holland, докато става на 16, когато се премества в училище Bedales в Хемпшир. Моделът има две по-големи сестри – Клоуи и моделът Попи Делевин. Неин кръстник е Николас Колеридж, президент на компанията „Condé Nast“, а кръстница ѝ е актрисата Джоан Колинс. Дядото на Кара е публичен изпълнител и председател на English Heritage Sir Jocelyn Stevens. Баба ѝ, Джени Шерфийлд, е била приближена до принцеса Маргарет. Неиният прадядо е канадския роден политик Хамар Грийнууд.
Нейните баба и дядо по майчина линия са Паудел -Филипс Бронте и чрез тях Делвин има еврейско-британски корени .
Кара учи в училище „Франсис Холанд“ в централен Лондон, когато е била на 16 години, а по-късно в училище „Бейдълс“ в Хемпшир. Делевин страда от диспраксия. През юни 2015 Кара проговори за битката ѝ с болестта: „Бях в голяма депресия, тревожност и самоомраза, когато чувствата ми бяха толкова болезнени. Веднъж опитах да ударя главата си в едно дърво, за да се нокаутирам.“. На 16 години, след приключване на изпитите ѝ, се премества в специално училище, за да се съсредоточи върху драмата и музиката. След една година напуска училището и следва пътя на сестра си Попи, която също е модел.

## Личен живот
Кара се определя като бисексуална и пансексуална. През юни 2015 г. Делевин потвърди, че има връзка с американската музикантка Ани Кларк, която е известна със сценичното си име St. Vincent, след като се раздели с предишната си приятелка Мишел Родригес.
Делевин казва, че много обича животните. През 2015 г. моделът проведе търг за личния ѝ часовник TAG Heuer, дарявайки £18 600 за WildCRU.
По време на срещата на Women in the World през октомври 2015 г. Делевин говори за битката си с депресията, която е започнала, когато тя е била на 15 години.
Тя има връзка с американската актриса Ашли Бенсън от 2018 до 2020 г.

## Кариера

### Кариера на модел
Кара за първи път започва кариерата си на модел на десетгодишна възраст в уводна статия, заснета от Брус Уебър, за италианското Vogue заедно с модела Лейди Елуиз Ансън. През 2009 г. подписва договор с модната агенция Storm Model Management, след като е забелязана от Сара Дукас, която преди това е открила Кейт Мос. През 2011 г. Кара беше част от пролетно-лятната колекция на Burberry заедно с други британски модели като Джордан Дън. Това беше заснето на плажа Брайтън от Марио Тестино.
Първата поява на Делевин на модния подиум е през 2011 на седмицата на модата в Лондон, позирайки с есенно-зимната колекция на Burberry. Джордан Дън открива и закрива шоуто с Делевин. Моделът е лице на кампанията Beauty на Burberry заедно с британските модели Еди Кембъл и Джордан Дън.
Кара е включена в рекламни кампании на марки като H&M, Dominic Jones Jewellery, Blumarine, DKNY, Tom Ford, Yves Saint Laurent, Zara и Chanel. В британското издание на Vogue е описана като „звездно лице“ на есенно-зимния шоу сезон за 2012/2013, след дефилирането ѝ на подиума за марки като Shiatzy Chen, Moschino, Jason Wu, Oscar de la Renta, Burberry, Dolce & Gabbana, Fendi, Stella McCartney, Dsquared и Chanel.
Кара е красила кориците на британското Vogue три пъти, включително и през 2011, както и на изданията на списанието в Корея, Бразилия, Австралия, Япония, Италия и Португалия. Снимала се е и за кориците на списания като LOVE, i-D, Russh, Jalouse и Style.com. Тя беше на корицата на септемврийския брой на списание W. Делевин е дефилирала на модни ревюта за шоуто на Victoria's Secret през 2012 и 2013. Тя е лице на кампанията Chanel's Resort 2013, заедно с холандския модел Саския де Браун. Лице е и на марката DKNY в края на 2012. През 2012 и 2014 Кара печели наградата „Модел на годината“ на британските модни награди. През януари 2015, след като през 2013 и 2014 се появява в кампании, тя е обявена за новото лице на Yves Saint Laurent Beauté. На 23 януари 2015 Делевин е обявена за нов посланик на марката швейцарски часовници TAG Heuer.
На 8 юни 2015 профилът на Кара беше отстранен от уебсайта на Storm Model Management. По-късно е потвърдено, че е прекратила връзките си с управлението, за да се съсредоточи върху актьорската си кариера. През юли Делевин се появи на корицата на американското Vogue.
През август 2015 тя обявява, че се отказва за малко от моделирането, за да се фокусира върху актьорството. В последно време моделката е била доста стресирана заради моделирането и това е допринесло за болестта по кожата ѝ – псориазис.

### Актьорска кариера
През 2012 Кара играе ролята на принцеса Сокорина, съпругата на граф Вронски, във филма Ана Каренина, който е адаптация на едноименния роман на Лев Толстой. През август 2013 Кара обявява, че ще озвучава диджея на радиостанцията Non-Stop-Pop FM във видеоиграта Grand Theft Auto V, която става най-бързо продаваната видеоигра в историята.
През юни 2014 Делевин направи своя телевизионен дебют в последния епизод на третия сезон на Playhouse Presents. Това е поредица от самостоятелни телевизионни пиеси, направени от British Sky Arts. Кара е включена като Клоуи срещу британската актриса Силвия Симс.
През 2013 си партнира с актьори като Кейт Бейкинсейл и Даниел Брюл в трилъра The Face of an Angel. Филмът получава смесени отзиви, но Кара е похвалена за актьорската си игра. The Metro коментира: „В първата си голяма филмова роля тя доказа, че може да има сладко и игриво присъствие на екрана. Тя носи усещане за жизненост, което липсва от останалата част от филма.“.
На 24 октомври 2014 тя участва в скеч за годишното 90-минутно комедийно телевизионно събитие, наречено The Feeling Nuts Comedy Night, което се излъчва по Канал 4 и имаше за цел да повиши информираността за рак на тестисите. Един месец по-късно Кара беше включена във видео на южно-африканската група Die Antwoord за песента им Ugly Boy. През декември 2014 Кара се снима в „Прераждане“, кратък филм от Карл Лагерфелд заедно с Фарел Уилямс и Джералдин Чаплин.
През февруари 2015 Делевин се появи в музикалното видео на ASAP. През май участваше и в музикалното видео Bad blood на Тейлър Суифт.
През 2015 Кара играе главната роля на Марго Шпиегелман в адаптация по романа на Джон Грийн – Хартиени градове. Филмът донесе $12 650 140 само за първия уикенд след премиерата в САЩ, което го поставя на шесто място в бокс офиса. Критиката на Rotten Tomatoes гласи: „Хартиени градове не е толкова дълбоко засягащ, колкото исках, но все още е добре изиграно и достатъчно вглъбено, за да спечели сърцата на юношите.“. Заради играта ѝ Джъстин Чанг я нарича „истинското откритие на филма“. Добавя още: „Въз основа от доказателствата за работата си тук, тази поразителна актриса е тук, за да остане.“.
Делевин е включена в шест предстоящи филма, първият от които е Kids in Love. Актьорският състав включва много млади актьори като Уил Полтър и Алма Йодоровски. Кара играе ролята на Виола. Моделът играе Хенриета в романтичния филм Tulip Fever. Тя играе ролята на Кат Талънт в London Fields. Делевин ще играе ролята на русалка във филма Pan през 2015. През декември 2014 беше обявено, че Кара ще се присъедини към актьорския състав на Suicide Squad. Тя ще играе Чародейката с магически способности. Най-новото обявление е, че ще играе във филма Valerian and the City of a Thousand Planets, който ще започне снимки през декември 2015, а премиерата му ще бъде през 2017. Представянето на Делевин получава смесени отзиви, но тя не е имала официално обучение или треньор. Тя казва, че не обръща внимание на тези, които се съмняват в актьорските ѝ способности.

### Музика
Делевин пее и свири на барабани и китара. Когато тя започва кариерата си на модел, пише и записва два албума под управлението на Саймън Фулър, а в последствия ѝ се предлага договор. Въпреки това, тя отказва, тъй като името ѝ щеше да бъде променено. През 2013 тя записва акустичен дует, кавър версия на Sonnentanz, заедно с певеца Уил Хърд. Делевин си партнира и с Фарел Уилямс, за да направи песента CC The World, която се използва за краткия филм „Прераждане“. Песента е издадена на 1 декември 2014.

### Дизайни
Кара е проектирала две модни колекции за DKNY и Mulberry. Нейната DKNY колекция включва различни улични стилове, вариращи от шапки до кожени якета. DKNY описва колекцията като „най-вече унисекс“. Колекцията ще отнеме приблизително две години от първото съобщение за това, че ще се издаде на 15 октомври 2014.
Делевин е предназначила четири колекции за Mulberry с участието на раници и чанти с много щампове „произведено в Англия“, което напомня за татуировката на Кара, която има на левия си крак. Колекцията се състои от портмонета, IPAD ръкави, телефонни калъфи. Четвъртата и последна колекция се издаде на 3 юни 2015.

## В медиите
- Кара е обявена за една от 1000 най-влиятелните личности през 2011 в категорията „Most Invited“
- През 2013 Делевин беше най-търсената модна фигура в гугъл и най-ре-логваният модел в тъмблр
- През март 2014 тя беше включена в списъка на най-влиятелните британски личности на списание Sunday Times
- През 2014 Кара беше класирана на шесто място в списъка на топ печелившите модели за тази година с около $3.5 милиона (£2.25 милиона)
- Делевин беше класирана на тринайсето място в категорията „Най-желана жена“
- Кара беше класирана на двайсето място в списъка Power 1000 за 2013 „заради доминацията ѝ на модните подиуми на седмицата на модата в Лондон и заради огромното ѝ социално влияние“

## Филмография

### Филми
| Година | Заглавие                                    | Роля                         |
| ------ | ------------------------------------------- | ---------------------------- |
| 2012   | Ана Каренина                                | княгиня Сорокина             |
| 2014   | Reincarnation                               | императрица Елизабет         |
| 2014   | The Face of an Angel                        | Мелъни                       |
| 2015   | Paper Towns                                 | Марго Шпиегелман             |
| 2015   | Pan                                         | русалка                      |
| 2015   | Kids in Love                                | Виола                        |
| 2015   | Tulip Fever                                 | Хенриета                     |
| 2015   | London Fields                               | Кат Талънт                   |
| 2016   | Отряд самоубийци                            | Д-р Джун Муун / Магьосницата |
| 2017   | Valerian and the City of a Thousand Planets | Лаурелин                     |

### Телевизия
| Година | Заглавие                               | Роля    |
| ------ | -------------------------------------- | ------- |
| 2012   | The Victoria's Secret Fashion Show     | себе си |
| 2014   | Playhouse Presents                     | Клое    |
| 2014   | The Feeling Nuts Comedy Night          | себе си |
| 2015   | Lorraine                               | себе си |
| 2015   | The Graham Norton Show                 | себе си |
| 2015   | The Project                            | себе си |
| 2015   | El Hormiguero                          | себе си |
| 2015   | The Tonight Show Starring Jimmy Fallon | себе си |
| 2015   | Late Night with Seth Myers             | себе си |
| 2015   | Live! with Kelly and Michael           | себе си |
| 2015   | The Today Show                         | себе си |

### Музикални клипове
| Година | Заглавие           | Изпълнител                             |
| ------ | ------------------ | -------------------------------------- |
| 2010   | You Can Dance      | Браян Фери                             |
| 2010   | Shameless          | Браян Фери                             |
| 2014   | Ugly Boy           | Die Antwoord                           |
| 2015   | Dope Walk          | ASAP Ferg                              |
| 2015   | Nothing Came to Me | Donnie Trumpet & The Social Experiment |
| 2015   | Bad Blood          | Тейлър Суифт                           |

## Награди и номинации
| Година | Категория                       | Резултат   |
| ------ | ------------------------------- | ---------- |
| 2012   | Model of the Year               | Печели     |
| 2014   | Model of the Year               | Печели     |
| 2014   | More Style                      | Номинирана |
| 2014   | Best Instagram                  | Номинирана |
| 2014   | You're So Fancy                 | Номинирана |
| 2014   | Most Promising Newcomer         | Номинирана |
| 2015   | Breakthrough Actress            | Печели     |
| 2015   | Rising stars                    | Печели     |
| 2015   | Breakout Star                   | Печели     |
| 2015   | Choice Summer Movie Star Female | Печели     |
| 2015   | Choice Movie: Breakout Star     | Печели     |
| 2015   | Choice Female Hottie            | Номинирана |
| 2015   | Choice Model                    | Номинирана |
| 2015   | More Style                      | Номинирана |
| 2015   | Best International Actress      | Номинирана |
| 2016   | Seriously Popular Award         | Очаква се  |